# 衛生検査技師
衛生検査技師（えいせいけんさぎし、英: Public Health Laboratory Technologist）は、病院などの医療機関などにおいて種々の検査を行う技術者である。コ・メディカルの一種。

## 衛生検査技師の業務
衛生検査技師は、「衛生検査技師」の名称を用いて、医師の指導監督の下に
1. 微生物学的検査
2. 血清学的検査
3. 血液学的検査
4. 病理学的検査
5. 寄生虫学的検査
6. 生化学的検査

を行うことができる。 
臨床検査技師とは検体検査において業務内容が重なる。主な違いは、臨床検査技師は診療の補助としての採血と検体採取及び、厚生労働省令で定める生理学的検査ができるが、衛生検査技師はできないところにある。
衛生検査技師は平成23年で新規免許は交付されなくなったが、既に取得している者は引き続きこれまでの業務を行える。また、医療法施行規則第9条の7第1号の規定に係らず、衛生検査技師は経過措置として医療機関の精度管理責任者となることが可能である。

## 資格取得について
かつて、主に以下のような者が申請すれば、2011年3月までは無試験で免許が与えられた。 
1. 大学において医学、歯学、獣医学、薬学、保健衛生学の課程を修めて卒業した者
2. 医師、歯科医師、獣医師、薬剤師
3. 大学において厚生労働大臣の指定する科目を修めて卒業した者
4. 外国の医学校、歯科医学科、獣医学校、薬学校を卒業した者
5. 外国で医師免許、歯科医師免許、獣医師免許若しくは薬剤師免許を受けた者

## 新規免許廃止について
日本臨床検査技師連盟は、「無試験の申請のみで付与されている衛生検査技師免許については、資質の担保がない者を医療の一翼を担う医療関係職種の中に位置づけておくことであり、理解しがたい」として、たびたび厚生労働大臣に衛生検査技師免許制度の廃止要望を出していた。
2005年5月2日、「臨床検査技師、衛生検査技師等に関する法律の一部を改正する法律（平成17年法律第39号）」が公布され（平成18年4月1日施行）、新規の衛生検査技師免許は廃止されることとなり、法律名称は「臨床検査技師等に関する法律」に変更された。
経過措置として、平成22年度末（平成23年3月末）までの間に衛生検査技師免許を受ける資格のある者が交付申請を行った場合には、免許を取得することができた。
免許自体はこれからも有効なので、これまで衛生検査技師の免許を受けている者は、改正法施行後も継続して衛生検査技師の業務を行うことができる（平成17年法律第39号附則第3条第1項）し、紛失や汚損等による免許証の再交付も可能である。

## 関連職種

### 臨床検査技師
臨床検査技師は、衛生検査技師ができる検体検査業務に加えて、診療の補助としての採血と省令で定める生理学的検査を行う。